# Lamaknen
Lamaknen (veraltet: Lamakanée) ist ein indonesischer Distrikt (Kecamatan) im Regierungsbezirk Belu (Provinz Ost-Nusa Tenggara).

## Geographie
Lamaknen liegt im äußersten Osten des indonesischen Westtimors und wird im Osten von den zum Staat Osttimor gehörenden Gemeinden Bobonaro und Cova Lima begrenzt. Nördlich liegen die indonesischen Distrikte Raihat und Lasiolat, westlich der Distrikt Tasifeto Timur und südlich Südlamaknen. Größter Ort und Verwaltungssitz ist Weluli.
Der Distrikt Lamaknen teilt sich in die Desas Maudemi (1.181 Einwohner 2010), Dirun (2.780), Leowalu (622), Duarato (407), Fulur (1.895), Kewar (1.514), Mahuitas (462), Makir (1.646) und Lamak Senulu (1.076).

## Einwohner
Der Großteil der 11.583 Einwohner (2010) gehört zur Ethnie der Bunak, die ansonsten im angrenzenden Osttimor leben.

## Geschichte

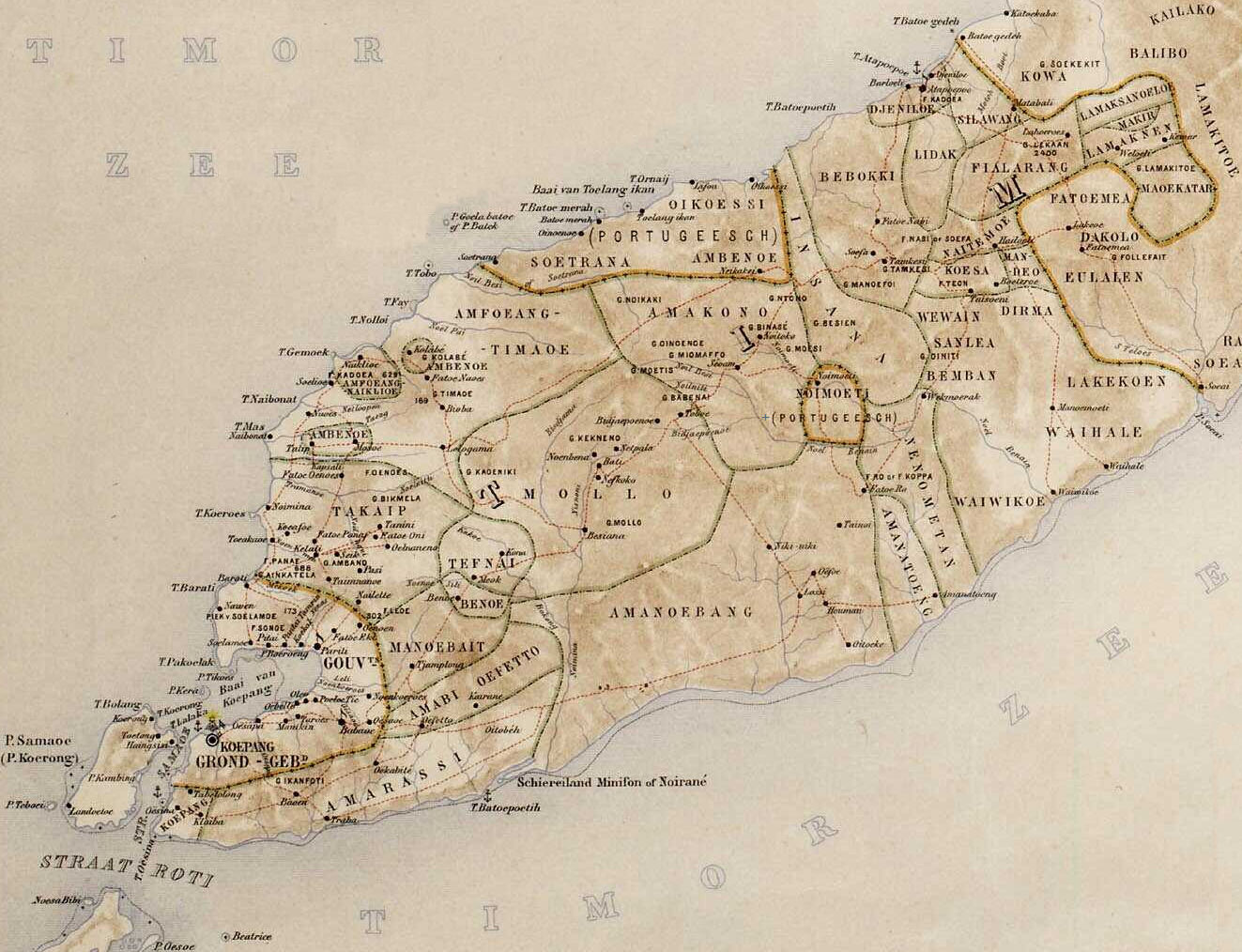
Niederländische Karte von 1898

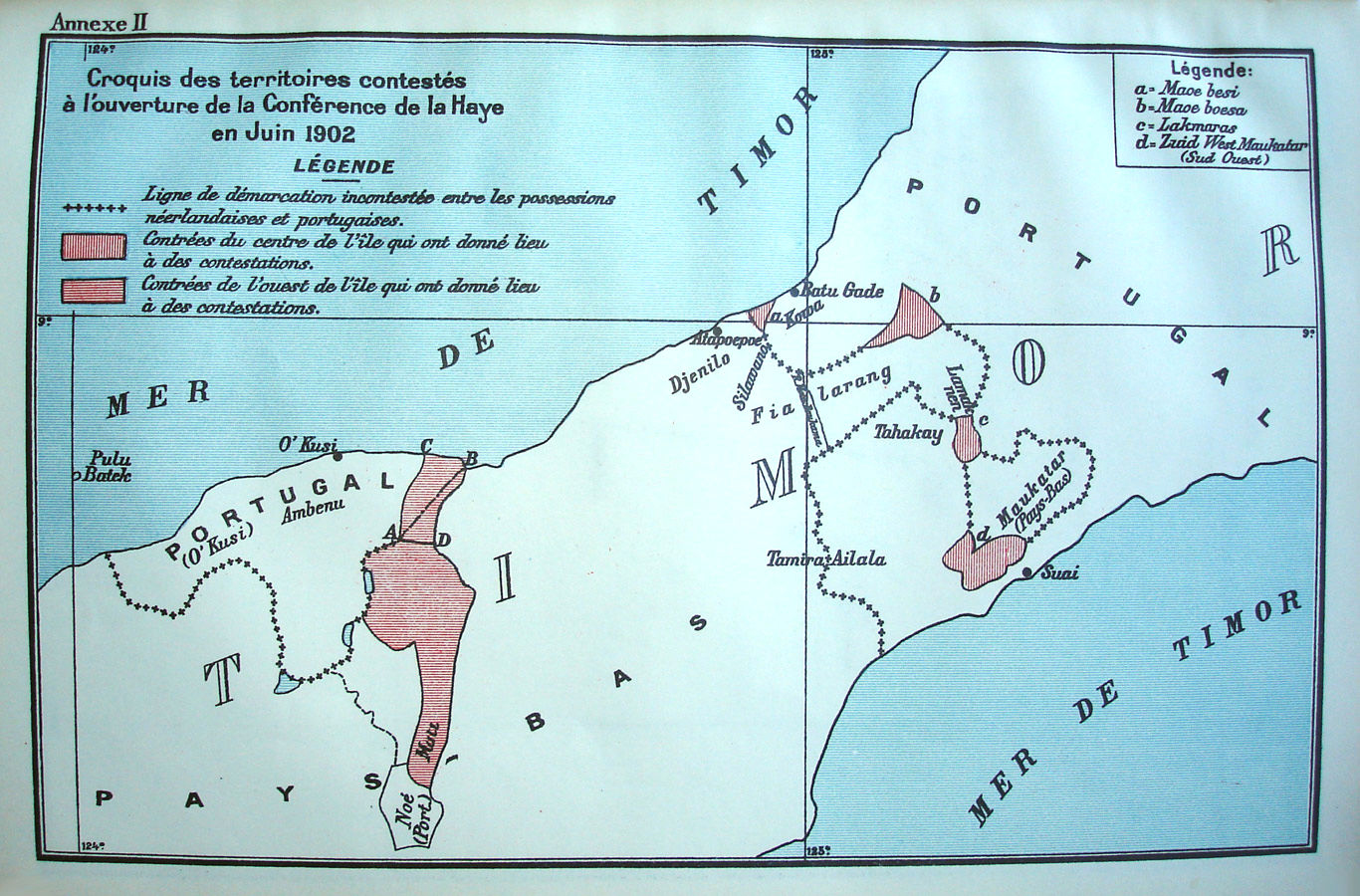
Karte des internationalen Schiedsgerichts zur Grenzziehung zwischen dem niederländischen und portugiesischen Timor

Die Region war lange Zeit umstritten zwischen den Kolonialmächten Portugal und den Niederlanden. 1844 bot der Herrscher von Lamaknen den Portugiesen seine Vasallenschaft an, doch die Niederländer protestierten dagegen beim portugiesischen Gouverneur. Nach dem Vertrag von Lissabon (1859) wurde Lamaknen dem niederländischen Kolonialgebiet zugeordnet, während die Gebiete nördlich, östlich und südlich an Portugal fielen. Der Grenzverlauf blieb aber weiter umstritten.
1897 kam es zu mehreren Schlachten um Gebiete in Lamaknen zwischen dem nordöstlich gelegenen Reich Lamaquitos (Lamakhitu) und dem südlichen Lakmaras, das seine Bündnispartner bei den Bunak im Südwesten hatte.  Folge der verschiedenen Gebietsverschiebungen zwischen den lokalen Bunak-Reichen war, dass auch die Grenzziehung zwischen den beiden Kolonialmächten Portugal und Niederlande lange Zeit umstritten blieb und Thema langwieriger Verhandlungen war. Im selben Jahr gab es Tote bei Zusammenstößen niederländischer und portugiesischer Truppen in Lakmaras. Der Anspruch der Niederländer auf Maucatar wurde bisher mit der Oberhoheit über Lakmaras begründet, das eine Verbindung zu Maucatar schuf. Zwischenzeitlich war Lakmaras aber Untertan des Reiches von Lamaquitos geworden und dieses war mit dem Vertrag von Lissabon Teil des portugiesischen Machtbereichs. Maucatar müsste nach den bisherigen Vereinbarungen als Enklave an Portugal fallen. Andererseits war das Reich von Tahakay (Tahakai, Tafakay, Takay, heute in Südlamaknen) an das Reich von Lamaknen gefallen. Tahakay gehörte aber zur portugiesischen Einflusssphäre, Lamaknen zur niederländischen. Portugal wehrte sich in den Verhandlungen von 1902 gegen diesen Verlust und forderte daher nun die gesamten niederländischen Gebiete im Zentrum Timors. Mit der Den Haag-Konvention vom 1. Oktober 1904 wurde ein Kompromiss geschlossen. Portugal sollte Maucatar erhalten, im Austausch für die portugiesische Enklave Noimuti in Westtimor und die Grenzgebiete Tahakay, Tamira Ailala (Tamiru Ailala, heute im Regierungsbezirk Malaka) und Lamaknen. Portugal ratifizierte den Vertrag bis 1909, doch dann kam es zum Streit um die Grenzziehung an der Ostgrenze von Oe-Cusse Ambeno. 1910 nutzten die Niederlande die unübersichtliche Situation nach dem Sturz der portugiesischen Monarchie, um sich Lakmaras erneut mit europäischen und javanischen Truppen anzueignen.
Die Portugiesen gerieten bald darauf durch die Rebellion von Manufahi in Bedrängnis, was sie verhandlungsbereit machte. Nach einem längeren Briefwechsel zwischen den Kabinetten der Länder kam man in der Konvention von 1913 zur Übereinkunft, die Entscheidung über die Streitigkeiten einem Schlichter zu überlassen. Am 25. Juni 1914 fällte der Ständige Schiedshof in Den Haag einen Schiedsspruch (Sentenca Arbitral). Die Landvermessungsarbeiten wurden im April 1915 beendet. Am 17. August 1916 wurde der Vertrag in Den Haag unterzeichnet, der weitgehend die heute noch bestehende Grenze zwischen Ost- und Westtimor festlegte. Lamaknen und Lakmaras verblieben bei den Niederlanden.
1933 wird Lamaknen als eine Vereinigung der Bunak-Reiche von Makir, Lamak Senulu (Lamaksenulu, Lamaksanoeloe), Kewar, Leowalu (Leowaloe), Loonuna (Loonoena, Lona), Nualain (Noealain, Noalain), Lakmaras und Dirun (Diroen)
beschrieben. Der Herrscher von Dirun hatte den Titel eines Fettor inne, während die anderen von den Niederländern Rajas genannt wurden. Auch Tahakay wurde nach der Inbesitznahme 1904 durch die Niederländer Teil Lamaknens.
Die Lorohs von Lamaknen wurde traditionell von den Rajas von Kewar und von Lakmaras gestellt, wobei Lakmaras den nicht aktiv regierenden Herrscher stellte, der die Einheit symbolisierte und aus Kewar der tatsächlich regierende Herrscher kam. Nach dem Zweiten Weltkrieg erkannten die Niederländer das Reich offiziell an.
Der gemeinsame Herrscher wurde jeweils von den verschiedenen adligen Familien gewählt. Sie kamen aus Kewar, Lakmaras, Henes, Noealain, Makir, Lamak Senulu, Fulur, Leowalu, Duarato, Ekin, Loonuna und Dirun.
Die Herrscher Lamaknen waren:
1. Loro Luan Lesu.
2. Loro Bau Tae (stammt aus Ai-Assa, heute Osttimor)
3. Loro Loi Mau (sein Sohn)
4. Loro Bibel Laku Malik I. (aus Ai-Assa)
5. Loro Siri Loe, taken from Majob in Timor Leste.
6. Loro Bere Tae (aus Ai-Assa)
7. Loro Mau Tasik, taken from Maubara.
8. Loro Laku Malik II. (aus Ai-Assa, † etwa 1870)
9. Loro Laku Malik III. (aus Ai-Assa † 1950)
10. Loro Alfonsus Andreas Bere Tallo (Sohn von Manuloe, dem Raja von Dirun. † 24. April 2002. Am 5. August 1945 installiert, während der japanischen Besatzungszeit. Wirkliche Regierungsmacht bis 1959)
11. Loro Josef Kalimau (Ignatius Joseph Nasu Kalimau. Derzeitiger Raja, Sohn von Malibere und Bernadette Ujumoro, die aus der Familie des alten Raja stammt. * 3. Juli 1933. Weihe am 16. Oktober 2003)

Nach dem Zweiten Weltkrieg flohen Bunak aus Lebos in Portugiesisch-Timor nach Lamaknen. Sie hatten Angst vor Repressalien, nachdem sie während der Schlacht um Timor mit den Japanern kollaboriert hatten. Der damalige Herrscher von Lamaknen, der Loroh (Loro) Alfonsus Andreas Bere Tallo, wies den Flüchtlingen Land zu, wo sie das Dorf Lakus (im heutigen Desa Kewar) gründeten.
Nach der Entlassung Osttimors in die Unabhängigkeit 2002 gab es Streit über die Zugehörigkeit eines 37 Hektar großes Gebiet beim im Distrikt Lamaknen gelegenen Dilumil und dem osttimoresischen Memo (Suco Tapo/Memo). 2013 konnte der Streit beigelegt werden.